# Солсбери, Джо
Джо Солсбери (англ. Joe Salisbury; род. 20 апреля 1992, Лондон) — британский теннисист; победитель шести турниров Большого шлема в парном разряде (четыре в мужском — все в паре с Радживом Рамом и два в смешанном); двукратный победитель Итогового турнира ATP в парном разряде (2022, 2023); победитель 17 турниров ATP в парном разряде; бывшая первая ракетка мира в парном разряде.

## Общая информация
Джо начал играть в теннис в возрасте трёх лет вместе с семьей: отцом — Мэтью и матерью — Кэролайн; у него есть брат Крис и сестра Кэти.
Со своим тренером Джастином Шеррингом начал работать с шести лет и продолжает сотрудничество в настоящий момент. Любимое покрытие — трава; любимый турнир — Уимблдон. В период взросления восхищался игрой Роджера Федерера.
Болельщик футбольного клуба «Фулхэм».

## Спортивная карьера

### Начало карьеры (полуфинал на Уимблдоне и первые титулы в Туре)

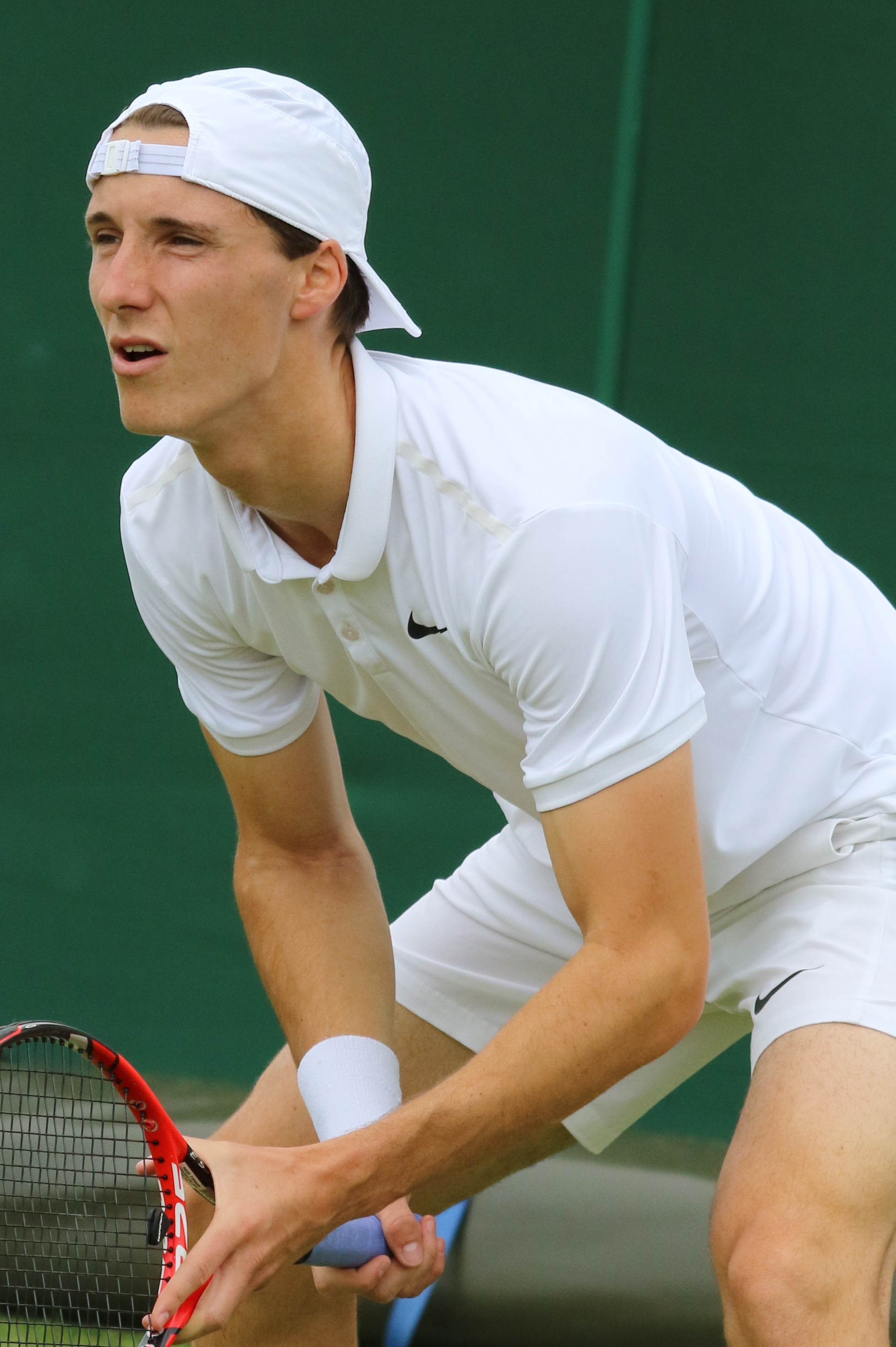
2016 год

Солсбери специализируется на играх в парном разряде. В одиночках он смог за карьеру выиграть только один турнир серии «фьючерс» и не поднимался выше шестой сотни в рейтинге. Первый раз сыграл в основной сетке на «фьючерсах» в 2012 году. В 2014 году дебютировал в ATP-туре, сыграв в паре Дэвидом О’Харой на турнире в Мемфисе, где они проиграли в первом раунде будущим финалистам братьям Брайанам. В ноябре 2015 года О’Хара и Солсбери в США выиграли первый совместный титул в серии «челленджер». К концу 2016 года Солсбери побеждал на двух «челленджерах» и восьми «фьючерсах» в парном разряде. В 2017 году Солсбери дебютировал в основной сетке турниров серии Большого шлема, сыграв в мужской паре и миксте на Уимблдонском турнире. За сезон выиграл четыре «челленджера». В ноябре он впервые смог подняться в топ-100 парного рейтинга.
Прорыв Солсбери в карьере начался в 2018 году. К июне он выиграл ещё три «челленджера». На Уимблдонском турнире вместе с Фредериком Нильсеном смог сенсационно дойти до полуфинала, благодаря чему вошёл в топ-50. В сентябре Джо выиграл свой первый титул в ATP-туре вместе с Беном Маклахланом на турнире в Шэньчжэне. В октябре он выиграл ещё один турнир в Вене уже в дуэте с Нилом Скупски. 2018 год завершил в топ-30 парного рейтинга.

### 2019—2021 (титулы на Больших шлемах в мужских парах и миксте)

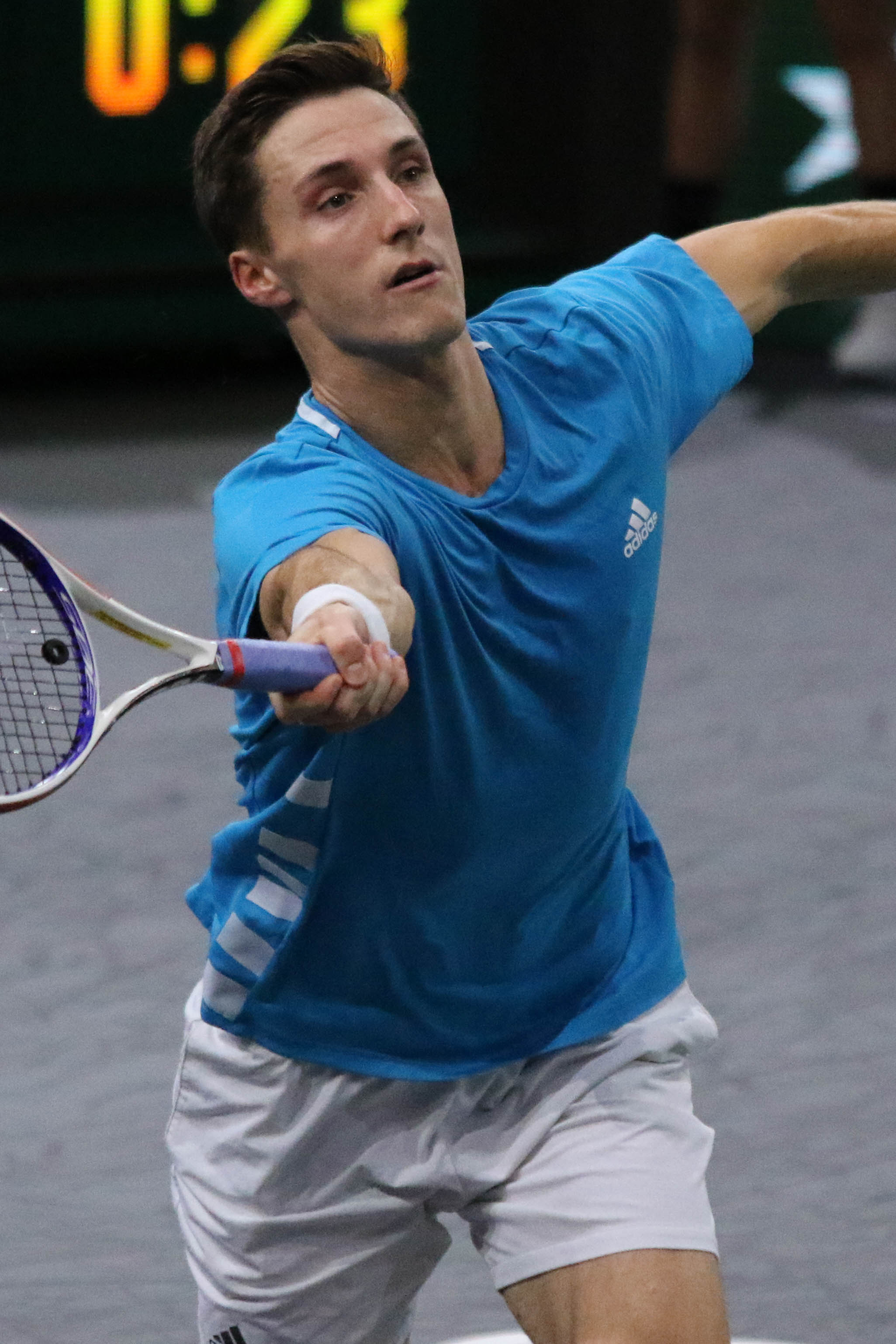
2019 год

С 2019 года постоянным партнёром Солсбери стал американец Раджив Рам, с котором удалось добиться наибольших в карьере успехов. На первом совместном в сезоне турнире в Брисбене они сыграли в финале. В марте они выиграли турнир в Дубае. В апреле Солсбери поднялся в топ-20. На Открытом чемпионате Франции Рам и Солсбери дошли до 1/4 финала. В июне удалось пройти в финал на траве в Лондоне. На Уимблдонском турнире 2019 года они уступили в третьем раунде паре Джон Пирс и Хенри Континен. В этом матче впервые в истории Уимблдонского турнира был сыгран тай-брейк в решающем пятом сете. Следующий финал Рам и Солсбери сыграли уже в октябре — в Антверпене, а через неделю была одержана победа на турнире в Вене, где Джо сумел победить второй год подряд.. На Мастерсе в Париже они обыграли первую пару мира Хуан Себастьян Кабаль и Роберт Фара и попали в 1/4 финала. Этих результатов хватило для попадания на итоговый турнир года, где, однако, пара проиграла две из трёх групповых встреч и в полуфинал не вышла. В 2019 году американо-британский тандем пять раз играл в финалах турниров АТР, в том числе трижды — в турнирах ATP 500, из которых два выиграли.
В сезоне 2020 года продолжил выступления с Радживом Рамом, с которым добился основных успехов. В начале года Джо Солсбери сыграл на Кубке ATP. Он выступал в парных матчах с Джейми Марреем. Сначала они проиграли матч Григору Димитрову и Александару Лазарову на решающем тай-брейке, из-за которого Болгария переиграла Великобританию. Затем они выиграли матч у Йорана Влигена и Сандера Жийе, который стал решающим в матче с Бельгией, а также выиграли у Раду Албота и Александра Козбинова из Молдавии. В 1/4 финала они играли решающий матч против Австралии и их пары Алекс де Минаур / Ник Кирьос, которой проиграли на решающем тай-брейке 16:18. В конце января — начале февраля Солсбери завоевал свой первый титул в турнирах Большого шлема, в паре с Рамом, выиграв Открытый чемпионат Австралии. По пути к титулу им понадобилось обыграть лишь одну пару, занимавшую более высокое место перед началом турнира, — посеянных шестыми Марселя Гранольерса и Орасио Себальоса в третьем круге, а в финале они в двух сетах победили получившую уайлд-кард местную пару Макс Пёрселл и Люк Сэвилл. После этого Солсбери поднялся в парном рейтинге ATP с 21-й сразу на четвёртую строчку. После паузы в сезоне в сентябре на Открытом чемпионате США они дошли до полуфинала, а на Открытом чемпионате Франции до четвертьфинала. В конце года они снова попали на Итоговый турнир. Им удалось одержать две победы в трёх матчах на групповом этапе и выйти в полуфинал, где проиграли паре Юрген Мельцер и Эдуар Роже-Васслен.
В 2021 году продолжил выступления с Радживом Рамом. В феврале они дошли до финала Открытого чемпионата Австралии второй год подряд, но в этот раз их пара проиграла Ивану Додигу и Филипу Полашеку. В миксте Солсбери выступил в команде с Дезире Кравчик и они смогли выйти в полуфинал. В мае Рам и Солсбери вышли в финал Мастерса в Риме. На Открытом чемпионате Франции они проиграли во втором раунде, зато в миксте Солсбери в партнёрстве с Кравчик смог взять титул. В финале они переиграли российский дуэт Елена Веснина и Аслан Карацев. В июне на траве Рам и Солсбери отметились выходом в финал турнира в Истборне и полуфиналом на Уимблдонском турнире. В миксте на Уимблдоне Солсбери выступил в альянсе с Хэрриет Дарт и британская пара смогла выйти в финал, в котором они проиграли Дезире Кравчик и Нилу Скупски. На Олимпиаде в Токио Солсбери сыграл в мужских парах совместно с Энди Марреем и их результатом стал выход в четвертьфинал. В августе Рам и Солсбери взяли верх над Мектичем и Павичем в финале Мастерса в Торонто, а затем завоевали свой второй совместный титул на турнирах Большого шлема, победив на Открытом чемпионате США. Также в США он смог взять титул и в миксте в паре с Дезире Кравчик. Солсбери стал первым теннисистом с 2010 года, кому удалось в один год выиграть в мужских парах и миксте на Открытом чемпионате США. После этих успехов он переместился на 4-е, а затем на 3-е место парного рейтинга. В осенних турнирах Солсбери смог выиграть с Нилом Скупски титул на турнире в Сан-Диего и выход в финал с Рамом в Вене. На Итоговом турнире Рам и Солсбери выиграли все три матча в группе, а в полуфинале победили Мектича и Павича (4:6, 7:6, 10-4), но в финале уступили французской паре Маю и Эрбер (4:6, 6:7). По итогам сезона Джо сохранил третье место парного рейтинга. В самом конце сезона Солсбери впервые сыграл за сборную Великобритании в Кубке Дэвиса. Он выступил в финальном турнире, где играл парные встречи с Нилом Скупски. Они выиграли одну встречу из трёх, а их команда проиграла в четвертьфинале Германии.

### 2022—2024 (№ 1 в парном теннисе, титулы в США)
На Открытом чемпионате Австралии 2022 года Рам и Солсбери доиграли до полуфинала. 4 апреля 2022 года Джо Солсбери впервые в карьере достиг вершины рейтинга и удерживал первую строчку 26 недель подряд. В статусе первой ракетки мира также в апреле Солсбери с Рамом выиграл грунтовый Мастерс в Монте-Карло. На Ролан Гаррос их результатом стал четвертьфинал, а на Уимблдоне они доиграли до полуфинала, где, как и на Открытом чемпионате Австралии, потерпели поражение от австралийской пары Макс Пёрселл и Мэттью Эбден. В августе Рам и Солсбери выиграли на Мастерсе в Цинциннати (до 2022 года за всю карьеру Солбсери выиграл только один Мастерс).  Для Солсбери это 10-й титул в основном туре в мужских парах. Затем им удалось защитить титул на Открытом чемпионате США, ставшим их третьим совместным на Больших шлемах. Всего в 2020, 2021 и 2022 годах Рам и Солсбери доходили как минимум до полуфинала на турнирах Большого шлема 8 раз из 11 (Уимблдонский турнир 2020 года не проводился). Имея первый номер посева, в финале они разобрались со вторыми сеянными Уэсли Колхофом и Нилом Скупски. В сентябре он был заигран в Кубке Дэвиса, но не смог помочь сборной преодолеть групповой этап. 3 октября Солсбери перестал быть первой ракеткой мира в парах, пропустив наверх своего постоянного партнёра по выступлениям Раджива Рама. Итоговый турнир Рам и Солсбери провели успешно. На групповом этапе они выиграли все три матча и вышли в полуфинале на Уэсли Колхофа и Нила Скупски, обыграв их со счётом 7:6, 6:4. С таким же результатом в финале были побеждены Никола Мектич и Мате Павич. Год Солсбери завершил на 4-м месте парного рейтинга.
В 2023 году Рам и Солсбери продолжили сотрудничество. На Открытом чемпионате Австралии проиграли в третьем раунде. Первый титул в сезоне они выиграли в мае на грунтовом турнире в Лионе. Ролан Гаррос завершился для них в третьем раунде, а Уимблдоне уже в первом. В августе они добились выхода в финал на Мастерсе в Торонто. На Открытом чемпионате США Рам и Солсбери смогли победить в третий раз подряд. Они стали первой парой в мужском теннисе кому удалось выиграть на Открытом чемпионате США три раза подряд в Открытую эру. Осенью они взяли титул на турнире в Вене, а затем смогли второй год подряд победить на Итоговом турнире, где в финале были обыграны Марсель Гранольерс и Орасио Себальос (6-3, 6-4).
В 2024 году Рам и Солсбери стартовали с победы на турнире в Аделаиде. Открытый чемпионат Австралии завершился в третьем раунде, а на Ролан Гаррос они вышли в четвертьфинал. На Уимблдоне они проиграли в первом же раунде. Летом Солсбери сыграл на Олимпиаде в Париже, однако в мужских парах (с Нилом Скупски) и миксте (с Хезер Уотсон) проиграл в первом раунде. На Мастерсе в Монреале Рам и Солсбери вышли в финал.

## Рейтинг на конец года
| Год  | Одиночный рейтинг | Парный рейтинг |
| 2024 |                   | 33             |
| 2023 |                   | 7              |
| 2022 |                   | 4              |
| 2021 |                   | 3              |
| 2020 |                   | 12             |
| 2019 |                   | 22             |
| 2018 |                   | 30             |
| 2017 |                   | 107            |
| 2016 | 1 059             | 318            |
| 2015 | 646               | 239            |
| 2014 | 829               | 386            |
| 2013 | 1 574             | 1 142          |

По данным официального сайта ATP на последнюю неделю года.

## Выступления на турнирах

### Финалы челленджеров и фьючерсов в одиночном разряде (1)

#### Победа (1)
| Титулы             |
| Челленджеры (0+9)* |
| Фьючерсы (1+9)     |

| Титулы по покрытиям | Титулы по месту проведения матчей турнира |
| ------------------- | ----------------------------------------- |
| Хард (1+17)*        | Зал (1+9)                                 |
| Грунт (0)           | Зал (1+9)                                 |
| Трава (0+1)         | Открытый воздух (0+9)                     |
| Ковёр (0)           | Открытый воздух (0+9)                     |

* количество побед в одиночном разряде + количество побед в парном разряде.
| №  | Дата           | Турнир           | Покрытие   | Соперник в финале | Счёт           |
| 1. | 4 октября 2015 | Дандерюд, Швеция | Хард (зал) | Микаэль Имер      | 7-6(3) 3-6 6-3 |

### Финалы турниров Большого шлема в парном разряде (6)

#### Победы (4)
| №  | Год  | Турнир                       | Покрытие | Партнёр    | Соперники в финале         | Счёт        |
| 1. | 2020 | Открытый чемпионат Австралии | Хард     | Раджив Рам | Макс Пёрселл Люк Сэвилл    | 6-4 6-2     |
| 2. | 2021 | Открытый чемпионат США       | Хард     | Раджив Рам | Джейми Маррей Бруно Соарес | 3-6 6-2 6-2 |
| 3. | 2022 | Открытый чемпионат США (2)   | Хард     | Раджив Рам | Уэсли Колхоф Нил Скупски   | 7-6(4) 7-5  |
| 4. | 2023 | Открытый чемпионат США (3)   | Хард     | Раджив Рам | Рохан Бопанна Мэттью Эбден | 2-6 6-3 6-4 |

#### Поражения (2)
| №  | Год  | Турнир                       | Покрытие | Партнёр     | Соперники в финале                 | Счёт           |
| 1. | 2021 | Открытый чемпионат Австралии | Хард     | Раджив Рам  | Иван Додиг Филип Полашек           | 3-6 4-6        |
| 2. | 2025 | Открытый чемпионат Франции   | Грунт    | Нил Скупски | Марсель Гранольерс Орасио Себальос | 0-6 7-6(5) 5-7 |

### Финалы Итогового турнираATPв парном разряде (3)

#### Победы (2)
| №  | Год  | Турнир        | Покрытие   | Партнёр    | Соперники в финале                 | Счёт       |
| 1. | 2022 | Турин, Италия | Хард (зал) | Раджив Рам | Никола Мектич Мате Павич           | 7-6(4) 6-4 |
| 2. | 2023 | Турин, Италия | Хард (зал) | Раджив Рам | Марсель Гранольерс Орасио Себальос | 6-3 6-4    |

#### Поражение (1)
| №  | Год  | Турнир        | Покрытие   | Партнёр    | Соперники в финале       | Счёт       |
| 1. | 2021 | Турин, Италия | Хард (зал) | Раджив Рам | Николя Маю Пьер-Юг Эрбер | 4-6 6-7(0) |

### Финалы турнировATPв парном разряде (30)

#### Победы (17)
| Легенда                         |
| ------------------------------- |
| Турниры Большого шлема (0+4+2)* |
| Итоговый турнир ATP (0+2)       |
| Олимпиада (0)                   |
| Мастерс (0+3)                   |
| АТР 500 (0+4)                   |
| АТР 250 (0+4)                   |

| Титулы по покрытиям | Титулы по месту проведения матчей турнира |
| ------------------- | ----------------------------------------- |
| Хард (0+15+1)*      | Зал (0+4)                                 |
| Грунт (0+2+1)       | Зал (0+4)                                 |
| Трава (0)           | Открытый воздух (0+13+2)                  |
| Ковёр (0)           | Открытый воздух (0+13+2)                  |

* количество побед в одиночном разряде + количество побед в парном разряде + количество побед в миксте.
| №   | Дата             | Турнир                       | Покрытие   | Партнёр       | Соперники в финале                 | Счёт              |
| 1.  | 30 сентября 2018 | Шэньчжэнь, Китай             | Хард       | Бен Маклахлан | Роберт Линдстедт Раджив Рам        | 7-6(5) 7-6(4)     |
| 2.  | 28 октября 2018  | Вена, Австрия                | Хард (зал) | Нил Скупски   | Майк Брайан Эдуар Роже-Васслен     | 7-6(5) 6-3        |
| 3.  | 2 марта 2019     | Дубай, ОАЭ                   | Хард       | Раджив Рам    | Бен Маклахлан Ян-Леннард Штруфф    | 7-6(4) 6-3        |
| 4.  | 27 октября 2019  | Вена, Австрия (2)            | Хард (зал) | Раджив Рам    | Лукаш Кубот Марсело Мело           | 6-4 6-7(5) [10-5] |
| 5.  | 2 февраля 2020   | Открытый чемпионат Австралии | Хард       | Раджив Рам    | Макс Пёрселл Люк Сэвилл            | 6-4 6-2           |
| 6.  | 15 августа 2021  | Торонто, Канада              | Хард       | Раджив Рам    | Никола Мектич Мате Павич           | 6-3 4-6 [10-3]    |
| 7.  | 10 сентября 2021 | Открытый чемпионат США       | Хард       | Раджив Рам    | Джейми Маррей Бруно Соарес         | 3-6 6-2 6-2       |
| 8.  | 3 октября 2021   | Сан-Диего, США               | Хард       | Нил Скупски   | Джон Пирс Филип Полашек            | 7-6(2) 3-6 [10-5] |
| 9.  | 17 апреля 2022   | Монте-Карло, Монако          | Грунт      | Раджив Рам    | Хуан Себастьян Кабаль Роберт Фара  | 6-4 3-6 [10-7]    |
| 10. | 21 августа 2022  | Цинциннати, США              | Хард       | Раджив Рам    | Майкл Винус Тим Пютц               | 7-6(4) 7-6(5)     |
| 11. | 9 сентября 2022  | Открытый чемпионат США (2)   | Хард       | Раджив Рам    | Уэсли Колхоф Нил Скупски           | 7-6(4) 6-5        |
| 12. | 20 ноября 2022   | Итоговый турнир ATP          | Хард (зал) | Раджив Рам    | Никола Мектич Мате Павич           | 7-6(4) 6-4        |
| 13. | 27 мая 2023      | Лион, Франция                | Грунт      | Раджив Рам    | Николя Маю Матве Мидделкоп         | 6-0 6-3           |
| 14. | 8 сентября 2023  | Открытый чемпионат США (3)   | Хард       | Раджив Рам    | Рохан Бопанна Мэттью Эбден         | 2-6 6-3 6-4       |
| 15. | 29 октября 2023  | Вена, Австрия (3)            | Хард (зал) | Раджив Рам    | Натаниэль Ламмонс Джексон Уитроу   | 6-4 5-7 [12-10]   |
| 16. | 19 ноября 2023   | Итоговый турнир ATP (2)      | Хард (зал) | Раджив Рам    | Марсель Гранольерс Орасио Себальос | 6-3 6-4           |
| 17. | 13 января 2024   | Аделаида, Австралия          | Хард       | Раджив Рам    | Рохан Бопанна Мэттью Эбден         | 7-5 5-7 [11-9]    |

#### Поражения (13)
| №   | Дата            | Турнир                       | Покрытие   | Партнёр     | Соперники в финале                 | Счёт              |
| 1.  | 6 января 2019   | Брисбен, Австралия           | Хард       | Раджив Рам  | Маркус Даниэлл Уэсли Колхоф        | 4-6 6-7(6)        |
| 2.  | 23 июня 2019    | Лондон, Великобритания       | Трава      | Раджив Рам  | Фелисиано Лопес Энди Маррей        | 6-7(6) 7-5 [5-10] |
| 3.  | 20 октября 2019 | Антверпен, Бельгия           | Хард (зал) | Раджив Рам  | Кевин Кравиц Андреас Мис           | 6-7(1) 3-6        |
| 4.  | 21 февраля 2021 | Открытый чемпионат Австралии | Хард       | Раджив Рам  | Иван Додиг Филип Полашек           | 3-6 4-6           |
| 5.  | 16 мая 2021     | Рим, Италия                  | Грунт      | Раджив Рам  | Никола Мектич Мате Павич           | 4-6 6-7(4)        |
| 6.  | 25 июня 2021    | Истборн, Великобритания      | Трава      | Раджив Рам  | Никола Мектич Мате Павич           | 4-6 3-6           |
| 7.  | 31 октября 2021 | Вена, Австрия                | Хард (зал) | Раджив Рам  | Хуан Себастьян Кабаль Роберт Фара  | 4-6 2-6           |
| 8.  | 21 ноября 2021  | Итоговый турнир ATP          | Хард (зал) | Раджив Рам  | Николя Маю Пьер-Юг Эрбер           | 4-6 6-7(0)        |
| 9.  | 13 августа 2023 | Торонто, Канада              | Хард       | Раджив Рам  | Марсело Аревало Жан-Жюльен Ройер   | 3-6 1-6           |
| 10. | 12 августа 2024 | Монреаль, Канада (2)         | Хард       | Раджив Рам  | Марсель Гранольерс Орасио Себальос | 2-6 6-7(4)        |
| 11. | 22 февраля 2025 | Доха, Катар                  | Хард       | Нил Скупски | Ллойд Гласспул Джулиан Кэш         | 3-6 2-6           |
| 12. | 20 апреля 2025  | Барселона, Испания           | Грунт      | Нил Скупски | Сандер Арендс Люк Джонсон          | 3-6 7-6(1) [6-10] |
| 13. | 7 июня 2025     | Открытый чемпионат Франции   | Грунт      | Нил Скупски | Марсель Гранольерс Орасио Себальос | 0-6 7-6(5) 5-7    |

### Финалы челленджеров и фьючерсов в парном разряде (35)

#### Победы (18)
| №   | Дата             | Турнир                    | Покрытие   | Партнёр          | Соперники в финале                         | Счёт              |
| 1.  | 5 октября 2014   | Йёнчёпинг, Швеция         | Хард (зал) | Дэвид О’Хара     | Исак Арвидссон Маркус Эрикссон             | 7-6(8) 7-6(3)     |
| 2.  | 9 ноября 2014    | Бат, Великобритания       | Хард (зал) | Дэвид О’Хара     | Ричард Гэбб Джонни О’Мара                  | 6-1 6-2           |
| 3.  | 21 декабря 2014  | Ломе, Того                | Хард       | Дэвид О’Хара     | Комлави Логло Жослан Уанна                 | 7-6(5) 6-4        |
| 4.  | 17 мая 2015      | Шарм-эш-Шейх, Египет      | Хард       | Райан Агар       | Пабло Виверо Гонсалес Хавьер Пулгар Гарсия | 6-2 6-1           |
| 5.  | 6 сентября 2015  | Рохамптон, Великобритания | Хард       | Дэвид О’Хара     | Нил Поффли Дэвид Райс                      | 6-2 4-6 [10-5]    |
| 6.  | 27 сентября 2015 | Фалун, Швеция             | Хард (зал) | Дэвид О’Хара     | Джеймс Марсалек Маркус Уиллис              | 6-3 7-5           |
| 7.  | 4 октября 2015   | Дандерюд, Швеция          | Хард (зал) | Дэвид О’Хара     | Сэм Барри Дэвид Райс                       | 7-5 6-7(5) [10-5] |
| 8.  | 22 ноября 2015   | Шампейн, США              | Хард (зал) | Дэвид О’Хара     | Остин Крайчек Николас Монро                | 6-1 6-4           |
| 9.  | 17 января 2016   | Лонг-Бич, США             | Хард       | Дэвид О’Хара     | Эван Кинг Рэймонд Сармиенто                | 6-3 7-6(4)        |
| 10. | 27 ноября 2016   | Колумбус, США             | Хард (зал) | Дэвид О’Хара     | Люк Бэмбридж Кэмерон Норри                 | 6-3 6-4           |
| 11. | 4 февраля 2017   | Даллас, США               | Хард (зал) | Дэвид О’Хара     | Дживан Недунчежиян Кристофер Рунгкат       | 6-7(6) 6-3 [11-9] |
| 12. | 30 июля 2017     | Гранби, Канада            | Хард       | Джексон Уитроу   | Го Соэда Марсель Фельдер                   | 4-6 6-3 [10-6]    |
| 13. | 8 октября 2017   | Стоктон, США              | Хард       | Брайдан Клейн    | Денис Кудла Микелис Либьетис               | 6-2 6-4           |
| 14. | 22 октября 2017  | Лас-Вегас, США            | Хард       | Брайдан Клейн    | Деннис Новиков Ханс Хач Вердуго            | 6-3 4-6 [10-3]    |
| 15. | 14 января 2018   | Бангкок, Таиланд          | Хард       | Джеймс Серретани | Энрике Лопес Перес Педро Мартинес          | 6-7(5) 6-3 [10-8] |
| 16. | 11 марта 2018    | Шербрук, Канада           | Хард (зал) | Люк Бэмбридж     | Адриен Боссель Йорис де Лоре               | 6-3 7-5           |
| 17. | 27 мая 2018      | Лафборо, Великобритания   | Хард (зал) | Фредерик Нильсен | Люк Бэмбридж Джонни О'Мара                 | 3-6 6-3 [10-4]    |
| 18. | 16 июня 2018     | Ноттингем, Великобритания | Трава      | Фредерик Нильсен | Люк Бэмбридж Дживан Недунчежиян            | 7-6(5) 6-1        |

#### Поражения (17)
| №   | Дата             | Турнир                       | Покрытие   | Партнёр             | Соперники в финале                      | Счёт              |
| 1.  | 14 июля 2013     | Илкли, Великобритания        | Трава      | Джордж Коуплэнд     | Ричард Гэбб Маркус Даниэлл              | 3-6 6-4 [8-10]    |
| 2.  | 7 сентября 2014  | Лондон, Великобритания       | Хард       | Дэвид О’Хара        | Фредерик Нильсен Джошуа Уорд-Хибберт    | 7-6(5) 4-6 [8-10] |
| 3.  | 19 октября 2014  | Кап-д’Агд, Франция           | Хард (зал) | Дэвид О’Хара        | Сандер Грун Александр Сидоренко         | 4-6 7-5 [8-10]    |
| 4.  | 2 ноября 2014    | Лафборо, Великобритания      | Хард (зал) | Дэвид О’Хара        | Скотт Клейтон Тоби Мартин               | 4-6 4-6           |
| 5.  | 4 декабря 2014   | Ломе, Того                   | Хард       | Дэвид О’Хара        | Хуан Себастьян Гомес Максим Отом        | 3-6 3-6           |
| 6.  | 19 апреля 2015   | Ираклион, Греция             | Хард       | Джошуа Уорд-Хибберт | Маркос Каловелонис Александрос Якупович | 1-6 2-6           |
| 7.  | 11 сентября 2016 | Сен-Реми-де-Прованс, Франция | Хард       | Дэвид О’Хара        | Кен Скупски Нил Скупски                 | 7-6(5) 4-6 [5-10] |
| 8.  | 8 января 2017    | Лос-Анджелес, США            | Хард       | Люк Бэмбридж        | Роберто Кирос Янник Ханфман             | 6-3 4-6 [8-10]    |
| 9.  | 13 января 2017   | Лонг-Бич, США                | Хард       | Люк Бэмбридж        | Остин Крайчек Джексон Уитроу            | 3-6 6-3 [8-10]    |
| 10. | 2 апреля 2017    | Сен-Бриё, Франция            | Хард (зал) | Дэвид О’Хара        | Андре Бегеман Фредерик Нильсен          | 3-6 4-6           |
| 11. | 25 июня 2017     | Илкли, Великобритания        | Трава      | Брайдан Клейн       | Леандер Паес Адиль Шамасдин             | 6-2 2-6 [8-10]    |
| 12. | 19 ноября 2017   | Шампейн, США                 | Хард (зал) | Руан Рулофс         | Леандер Паес Пурав Раджа                | 3-6 7-6(5) [5-10] |
| 13. | 4 февраля 2018   | Даллас, США                  | Хард (зал) | Леандер Паес        | Дживан Недунчежиян Кристофер Рунгкат    | 4-6 6-3 [7-10]    |
| 14. | 11 февраля 2018  | Сан-Франциско, США           | Хард (зал) | Люк Бэмбридж        | Марсело Аревало Роберто Майтин          | 3-6 7-6(5) [7-10] |
| 15. | 1 апреля 2018    | Сен-Бриё, Франция            | Хард (зал) | Люк Бэмбридж        | Сандер Арендс Тристан-Самуэль Вайссборн | 6-4 1-6 [7-10]    |
| 16. | 21 апреля 2018   | Тунис, Тунис                 | Грунт      | Жонатан Эйссерик    | Игорь Зеленай Денис Молчанов            | 6-7(4) 2-6        |
| 17. | 12 августа 2018  | Аптос, США                   | Хард       | Джонни О’Мара       | Танаси Коккинакис Мэтт Рид              | 2-6 6-4 [8-10]    |

### Финалы турниров Большого шлема в смешанном парном разряде (3)

#### Победы (2)
| №  | Год  | Турнир                     | Покрытие | Партнёр        | Соперники в финале             | Счёт           |
| 1. | 2021 | Открытый чемпионат Франции | Грунт    | Дезире Кравчик | Елена Веснина Аслан Карацев    | 2-6 6-4 [10-5] |
| 2. | 2021 | Открытый чемпионат США     | Хард     | Дезире Кравчик | Гильяна Ольмос Марсело Аревало | 7-5 6-2        |

#### Поражение (1)
| №  | Год  | Турнир   | Покрытие | Партнёр      | Соперники в финале         | Счёт       |
| 1. | 2021 | Уимблдон | Трава    | Хэрриет Дарт | Дезире Кравчик Нил Скупски | 2-6 6-7(1) |

## История выступлений на турнирах
По состоянию на 26 августа 2024 года
Для того, чтобы предотвратить неразбериху и удваивание счета, информация в этой таблице корректируется только по окончании турнира или по окончании участия там данного игрока.
| Турнир                       | 2016  | 2017          | 2018          | 2019          | 2020          | 2021  | 2022          | 2023          | 2024  | Итог   | В/П за карьеру |
| ---------------------------- | ----- | ------------- | ------------- | ------------- | ------------- | ----- | ------------- | ------------- | ----- | ------ | -------------- |
| Турниры Большого шлема       |       |               |               |               |               |       |               |               |       |        |                |
| Открытый чемпионат Австралии | -     | -             | -             | 3Р            | П             | Ф     | 1/2           | 3Р            | 3Р    | 1 / 6  | 21-5           |
| Открытый чемпионат Франции   | -     | -             | -             | 1/4           | 1/4           | 2Р    | 1/4           | 3Р            | 1/4   | 0 / 6  | 15-6           |
| Уимблдонский турнир          | К     | 1Р            | 1/2           | 3Р            | НП            | 1/2   | 1/2           | 1Р            | 2Р    | 0 / 7  | 15-7           |
| Открытый чемпионат США       | -     | -             | 1Р            | 3Р            | 1/2           | П     | П             | П             |       | 3 / 6  | 23-3           |
| Итог                         | 0 / 0 | 0 / 1         | 0 / 2         | 0 / 4         | 1 / 3         | 1 / 4 | 1 / 4         | 1 / 4         | 0 / 3 | 4 / 25 |                |
| В/П в сезоне                 | 0-0   | 0-1           | 4-2           | 9-4           | 12-2          | 16-3  | 17-3          | 10-3          | 6-3   |        | 74-21          |
| Итоговые турниры             |       |               |               |               |               |       |               |               |       |        |                |
| Итоговый турнир ATP          | -     | -             | -             | Группа        | 1/2           | Ф     | П             | П             |       | 2 / 5  | 17-5           |
| Олимпийские игры             |       |               |               |               |               |       |               |               |       |        |                |
| Летняя олимпиада             | -     | Не проводился | Не проводился | Не проводился | Не проводился | 1/4   | Не проводился | Не проводился | 1Р    | 0 / 1  | 2-2            |

| Турнир                       | 2017          | 2018          | 2019          | 2020          | 2021  | 2022          | 2023          | 2024  | Итог   | В/П за карьеру |
| ---------------------------- | ------------- | ------------- | ------------- | ------------- | ----- | ------------- | ------------- | ----- | ------ | -------------- |
| Турниры Большого шлема       |               |               |               |               |       |               |               |       |        |                |
| Открытый чемпионат Австралии | -             | -             | -             | 1Р            | 1/2   | 1Р            | -             | 1/4   | 0 / 4  | 5-4            |
| Открытый чемпионат Франции   | -             | -             | -             | НП            | П     | -             | 1Р            | 2Р    | 1 / 3  | 4-2            |
| Уимблдонский турнир          | 1Р            | 1Р            | 1Р            | НП            | Ф     | -             | 2Р            | 2Р    | 0 / 6  | 7-6            |
| Открытый чемпионат США       | -             | -             | 2Р            | НП            | П     | -             | 1Р            |       | 1 / 3  | 6-2            |
| Итог                         | 0 / 1         | 0 / 1         | 0 / 2         | 0 / 1         | 2 / 4 | 0 / 1         | 0 / 3         | 0 / 3 | 2 / 16 |                |
| В/П в сезоне                 | 0-1           | 0-1           | 1-2           | 0-1           | 16-2  | 0-1           | 1-3           | 4-3   |        | 22-14          |
| Олимпийские игры             |               |               |               |               |       |               |               |       |        |                |
| Летняя олимпиада             | Не проводился | Не проводился | Не проводился | Не проводился | -     | Не проводился | Не проводился | 1Р    | 0 / 1  | 0-1            |

## История результатов матчей на выигранных турнирах Большого шлема
Открытый чемпионат Австралии-2020 (с Радживом Рамом) (1)
| Стадия  | Соперники (посев)                      | Рейтинг   | Счёт        |
| 1 раунд | Джон-Патрик Смит Дэниел Эванс (Alt)    | 102 / 147 | 6-1 7-6(3)  |
| 2 раунд | Теннис Сандгрен Джексон Уитроу         | 255 / 66  | 6-3 6-3     |
| 3 раунд | Марсель Гранольерс Орасио Себальос (6) | 27 / 4    | 6-4 7-6(11) |
| 1/4     | Хенри Континен Ян-Леннард Штруфф       | 17 / 65   | 6-4 6-4     |
| 1/2     | Александр Бублик Михаил Кукушкин       | 342 / 142 | 4-6 6-3 6-4 |
| Финал   | Макс Парселл Люк Сэвилл (WC)           | 88 / 82   | 6-4 6-2     |

Открытый чемпионат США-2021 (с Радживом Рамом) (2)
| Стадия  | Соперники (посев)              | Рейтинг   | Счёт                  |
| 1 раунд | Квон Сунво Дивидж Шаран (Alt)  | 452 / 81  | 6-3 6-4               |
| 2 раунд | Джон Миллман Тьягу Монтейру    | 222 / 176 | 6-3 6-4               |
| 3 раунд | Рохан Бопанна Иван Додиг (13)  | 48 / 12   | 6-7(4) 6-4 7-6(3)     |
| 1/4     | Макс Парселл Мэттью Эбден      | 42 / 69   | 7-6(7) 6-7(6) 7-6(10) |
| 1/2     | Стив Джонсон Сэм Куэрри (WC)   | 96 / 166  | 7-6(5) 6-4            |
| Финал   | Джейми Маррей Бруно Соарес (7) | 22 / 11   | 3-6 6-2 6-2           |

Открытый чемпионат США-2022 (с Радживом Рамом) (3)
| Стадия  | Соперники (посев)                      | Рейтинг    | Счёт           |
| 1 раунд | Федерико Кориа Кристиан Родригес       | 1 247 / 80 | 6-4 6-4        |
| 2 раунд | Аслан Карацев Люк Сэвилл               | 94 / 93    | 6-4 6-3        |
| 3 раунд | Симоне Болелли Фабио Фоньини (15)      | 29 / 35    | 6-1 7-5        |
| 1/4     | Ян Зелиньский Юго Нис                  | 42 / 54    | 6-4 6-7(3) 6-4 |
| 1/2     | Хуан Себастьян Кабаль Роберт Фара (13) | 30 / 30    | 7-5 4-6 7-6(6) |
| Финал   | Уэсли Колхоф Нил Скупски (7)           | 4 / 3      | 7-6(4) 7-5     |

Открытый чемпионат США-2023 (с Радживом Рамом) (4)
| Стадия  | Соперники (посев)                    | Рейтинг  | Счёт        |
| 1 раунд | Симоне Болелли Андреа Вавассори      | 43 / 41  | 6-3 7-6(2)  |
| 2 раунд | Бен Маклахлан Ёсихито Нисиока        | 84 / 329 | 6-3 7-6(4)  |
| 3 раунд | Маккензи Макдональд Андреас Мис      | 57 / 32  | 6-3 3-6 6-2 |
| 1/4     | Максимо Гонсалес Андрес Мольтени (5) | 12 / 57  | 6-4 6-3     |
| 1/2     | Иван Додиг Остин Крайчек (2)         | 4 / 3    | 7-5 3-6 6-3 |
| Финал   | Рохан Бопанна Мэттью Эбден (6)       | 14 / 11  | 2-6 6-3 6-4 |

Открытый чемпионат Франции-2021 (с Дезире Кравчик) (1)
| Стадия  | Соперники                            | Посев | Счёт           |
| 1 раунд | Сюй Ифань Бруно Соарес               | 4     | 6-4 6-3        |
| 1/4     | Дарья Юрак Роберт Фара               |       | 6-2 7-6(3)     |
| 1/2     | Гильяна Ольмос Хуан Себастьян Кабаль |       | Без игры       |
| Финал   | Елена Веснина Аслан Карацев          | PR    | 2-6 6-4 [10-5] |

Открытый чемпионат США-2021 (с Дезире Кравчик) (2)
| Стадия  | Соперники                      | Посев | Счёт           |
| 1 раунд | Джейми Лёб Митчелл Крюгер      | WC    | 5-7 6-3 [10-8] |
| 2 раунд | Белинда Бенчич Филип Полашек   |       | 7-6(1) 7-5     |
| 1/4     | Деми Схюрс Сандер Жийе         | 8     | 6-1 1-6 [10-7] |
| 1/2     | Джессика Пегула Остин Крайчек  |       | 7-6(2) 6-4     |
| Финал   | Гильяна Ольмос Марсело Аревало |       | 7-5 6-2        |